# Se Intrometeu
"Se Intrometeu" é o primeiro single de álbum não - intitulado do cantor brasileiro Michel Teló. Após a imensa repercussão de "Fugidinha". Michel Teló lançou a canção “Se Intrometeu" em dezembro de 2010, com uma levada menos parecida com pagode, mas seguindo a linha bem humorada da primeira. Mesmo já não sendo novidade, a “Fugidinha” continuava entre as músicas mais tocadas em diversas regiões. Na canção nova, que não faz parte do último CD/DVD do cantor, Michel usa o bordão “Ronaldo”.

## Paradas
| Paradas (2011)                                     | Melhor posição |
| -------------------------------------------------- | -------------- |
| Billboard Brasil Hot 100 Airplay                   | 17             |
| Billboard Brasil Hot Popular Songs                 | 35             |
| Billboard Brasil Regional Curitiba Hot Songs       | 61             |
| Billboard Brasil Regional Porto Alegre Hot Songs   | 65             |
| Billboard Brasil Regional Ribeirão Preto Hot Songs | 36             |
| Billboard Brasil Regional Campinas Hot Songs       | 47             |
| Billboard Brasil Regional Belo Horizonte Hot Songs | 36             |
| Billboard Brasil Regional São Paulo Hot Songs      | 29             |